# Будажапов, Андрей Цырендоржиевич
Андрей Цырендоржиевич Будажапов (род. 13 мая 1988, Джидинский район, Бурятия) — российский самбист, серебряный призёр чемпионатов России по боевому самбо 2011 и 2014 годов, чемпион Европы 2011 года, чемпион мира 2014 года, мастер спорта России международного класса. Выступал в полулёгкой весовой категории (до 57 кг). Наставником Будажапова был Т. Ж. Санжиев.

## Спортивные достижения
- Чемпионат России по боевому самбо 2011 года — ;
- Чемпионат России по боевому самбо 2014 года — ;